# Angelo Paredi
Angelo Paredi est un ecclésiastique, philologue, historien et écrivain italien, préfet de la bibliothèque Ambrosienne, né à Canzo le 17 août 1908, et mort à Milan le 7 avril 1997 .

## Biographie
Angelo Paredi est ordonné prêtre pour le diocèse de Milan en 1931. Il a été préfet de la bibliothèque Ambrosienne pendant dix-huit années, de 1967 à 1984. Il a particulièrement étudié la vie de saint Ambroise et de la liturgie ambrosienne.
Il a été reçu en 1971 docteur honoris causa de l'université Notre-Dame-du-Lac.
Il cofonde en 1978 l'Associazione dei bibliotecari ecclesiastici italiani (l'Association des bibliothécaires ecclésiastiques italiens), dont il est le premier président, de 1978 à 1989.
Paredi meurt le 7 avril 1997 à Milan.

## Publications
- I prefazi ambrosiani. Pp. xi + 308, Milan, 1937
- S. Ambrog, e la sua età, Milan, 1960
- Storia dell'Ambrosiana, éditions N. Pozza (collection Fontes ambrosiani no 68), Vicence, 1981